# Louise Catherine Breslau
Louise Catherine Breslau (Monaco di Baviera, 6 dicembre 1856 – Parigi, 12 maggio 1927) è stata una pittrice tedesca naturalizzata svizzera.

## Biografia

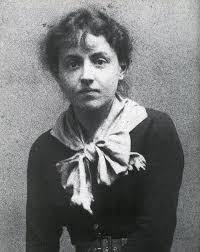
Louise Catherine Breslau

Maria Luise Katharina Breslau nacque in Baviera (Germania), ma passò la sua infanzia in Svizzera a Zurigo e da adulta visse a Parigi. Affetta da asma cronica, da piccola si dedicò al disegno per trascorrere i lunghi periodi in cui era obbligata a stare a letto.
Louise fu educata in una famiglia della borghesia agiata; suo padre era un ostetrico e ginecologo stimato, e da quando aveva accettato il posto di professore e di primario del reparto di ostetricia-ginecologia presso l'Università di Zurigo nel 1859, la Svizzera era divenuta una seconda patria per la famiglia Breslau. Ma nel dicembre del 1866 egli morì all'improvviso, per una infezione da staffilococco contratta durante un'autopsia. 
Luise fu inviata in un convento presso il Lago di Costanza, nella speranza che il clima più mite attenuasse la sua asma e nel corso della sua permanenza nel convento le sue doti artistiche si consolidarono ulteriormente. Prese allora le sue prime lezioni di disegno da un artista svizzero, Eduard Pfyffer, ma, nel 1874, Louise si convinse che, per realizzare il suo sogno e studiare seriamente l'arte, avrebbe dovuto lasciare la Svizzera e recarsi a Parigi. Pertanto, terminato il soggiorno sul lago, Louise partì con sua madre per la Francia. 

### Gli inizi a Parigi

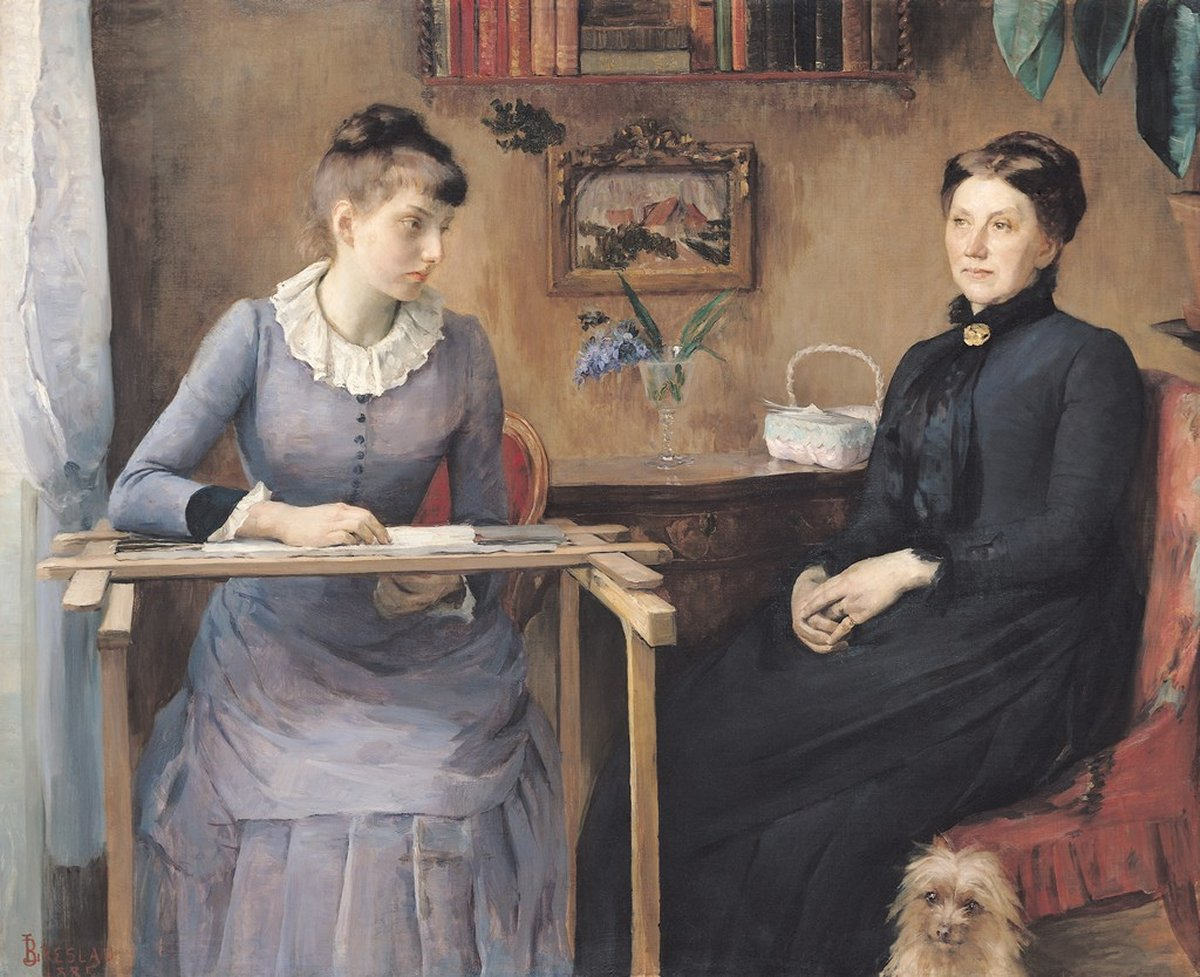
In casa o Intimità

Poiché in quegli anni l'École des Beaux-Arts di Parigi non ammetteva né stranieri né donne, Louise scelse di entrare all'Académie Julian, che era molto ben considerata e che, proprio dal 1876, aveva istituito un corso specifico per le allieve. Maria Luise aveva 20 anni e fu la prima donna allieva, e non modella, ad entrare nell'Accademia.
Nell’Académie Julian, ella attirò subito l'attenzione dei docenti, in particolare quella di Tony Robert-Fleury. Studiò nello stesso corso di Marie Bashkirtseff, con la quale rivaleggiò, in un mondo dove le donne erano assai poco considerate, ad eccezione di alcune, come Rosa Bonheur, Mary Cassatt, Suzanne Valadon e Berthe Morisot. Come Louise Breslau, anche Marie Bashkirtseff raggiunse ben presto il riconoscimento e l'approvazione dei docenti e del pubblico. Purtroppo però l'artista ukraina morì a soli 26 anni.
Louise Breslau frequentò anche Julie Feurgard, di cui fece il ritratto e Amélie Beaury-Saurel (futura moglie di Rodolphe Julian), grande pastellista e femminista, innamorata della libertà e che dirigerà in seguito l'Accademie Julian. L'Accademia accolse anche altre giovani allieve, come Magdeleine Real del Sarte, Marie Delsarte, Anna Klumpke, Hermine David, Agnes Goodsir, Jenny Zillhardt e sua sorella Madeleine. Nel 1879 Louise Breslau fu la sola allieva dell'atelier femminile dell'Accademia Julian a debuttare al "Salon de Paris" con la tela Tout passe, un ritratto della cantante italiana Maria Feller. Luise strinse un grande amicizia con lei, ne fece la sua modella, la sua compagna e amica, ed esse traslocarono assieme all'irlandese Sarah Purser e alla pittrice svizzera Sophie Schaeppi.
Louise Breslau aprì, giovanissima, un suo atelier personale. Da quel giorno ella espose regolarmente al Salon annuale, dove i suoi ritratti e le sue scene intimiste ottennero diverse medaglie. Nel 1880, Louise trascorse il suo primo soggiorno in Bretagna, dove fece la conoscenza di Jules Breton. L'anno seguente, a 25 anni, decise di francesizzare il suo nome mutandolo in « Louise Catherine » e firmando spesso, da lì in poi, i suoi lavori con la sigla "LCB". Collaborò anche alla rivista degli impressionisti: "La Vie Moderne", nelle cui pagine Alphonse Daudet riprodurrà le opere di Louise Catherine dal 1881 al 1883, e sempre nel 1883, sotto l'influenza dello stile di Édouard Manet, ella dipinse il quadro Il tè delle cinque.
Sia il pubblico che la critica accolsero positivamente le sue opere esposte al Salon, e questo successo fece sì che Louise Breslau ricevesse numerosi incarichi da parte di clienti parigini facoltosi. Uno dei primi fu il giornalista Fernand de Rodays, che nel 1882 le ordinò il ritratto di sua figlia Isabelle. Questo ritratto, eseguito in due settimane, venne esposto al "Salon de Paris" del 1883.. Nello stesso anno il Museo di belle arti di Ginevra acquistò la tela Portrait des amies, già esposta alla Royal Academy of Arts di Londra e all'Esposizione nazionale svizzera di Zurigo. Nel 1886, Louise, grazie a Jules Breton, conobbe lo scultore Jean-Joseph Carriès ed eseguì il suo celebre ritratto. Nello stesso anno eseguì anche il ritratto della sua compagna di studi all'Académie Julian Julie Delance-Feurgard, che volle intitolare Sous les pommiers. L'opera venne acquistata dalla Svizzera nel 1889 ed è oggi esposta al MCBA
Durante l'anno precedente, il 1885, Louise aveva conosciuto in Accademia la pittrice Madeleine Zillhardt, che le chiese di farle il ritratto. Nacque così fra le due pittrici una grande passione: Madeleine divenne la sua musa, la sua modella e la sua compagna di vita, e con Louise ella visse per più di quarant'anni accompagnandola nel corso della sua carriera ricca di successi. Traslocarono assieme nel 1886.

### La maturità e il successo

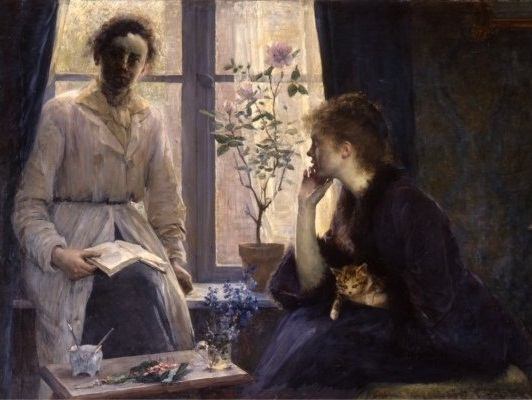
Il tè delle cinque

A trent'anni i successi e i riconoscimenti della critica e del pubblico per Louise Breslau furono continui. Nel 1886, Ernst Josephson le fece il ritratto dal titolo: Miss Louise Breslau, the Artist ed ella dipinse quello di lui. Louise realizzò anche il ritratto di un altro pittore svedese, Robert Thegerström
Amica di diverse personalità svizzere, fra cui Lydia Welti-Escher e Gottfried Keller, frequentatrice di letterati, fra i quali Anatole France, nel corso degli anni Louise Breslau fu considerata al pari degli artisti più importanti dell'epoca, quali Auguste Rodin, Antoine Bourdelle, Henri Fantin-Latour, Jules Bastien-Lepage, Jules Breton, Jean-Louis Forain, Edgar Degas. Nel 1897, la Francia comprò il suo quadro Deux jeunes filles assises sur une banquette (oggi al Museo d'Orsay).
Nel 1889, Louise fu la prima donna straniera a ricevere la medaglia d'oro all'Expo di Parigi, per il quadro Contre-Jour (1888) che rappresenta la coppia che ella forma con Madeleine Zillhardt. Ella vi rappresentò anche la Svizzera, di cui tre anni più tardi otterrà la nazionalità. Nello stesso anno ritrasse Madeleine nel quadro La Toilette. Nel 1890, sotto la presidenza di Ernest Meissonier, la "Société nationale des beaux-arts" fu rifondata, più aperta alla libertà artistica, e Louise Breslau fu una dei due soli membri fondatori femminili, con Madeleine Lemaire, su 184 soci, fra i quali Auguste Rodin, Jules Dalou e Pierre Puvis de Chavannes.
Nello stesso anno lo Stato comprò il suo quadro Jeunes filles dans un intérieur (eseguito nel 1890), e quindi, nel 1893, anche il suo capolavoro Gamines, su iniziativa di Pierre Puvis de Chavannes, che era allora presidente della "Société nationale des beaux-arts". In quest'ultima opera si avverte l'influenza di Auguste Renoir.
In quegli anni diversi avvenimenti positivi caratterizzarono la carriera di Louise Breslau:
- 1896. La Svizzera acquista il suo quadro Contre-jour e lo assegna al Museo di belle arti di Berna, dove è tuttora esposto, assieme a Il tè delle cinque.
- 1900. Louise è nominata Commissario federale per la sezione elvetica dell'Expo del 1900. Ottiene inoltre la sua seconda medaglia d'oro.
- 1901. La Francia la nomina Cavaliere della Légion d'Honneur. Fu la terza donna, e la prima straniera, a ricevere questa onorificenza.[22] Nello stesso anno, al fine di ampliare il successo di cui godeva in Francia, organizzò essa stessa a Zurigo e a Basilea una mostra collettiva di artisti svizzeri a Parigi, con Félix Vallotton, Eugène Grasset e Théophile Alexandre Steinlen.
- 1902. Lo Stato francese acquista il suo quadro L'enfant songeur, oggi conservato al Museo di belle arti di Rouen.
- 1904. Il gallerista Georges Petit le propone di allestire la sua prima mostra personale. Il critico Arsène Alexandre firmò il catalogo. La Città di Parigi, inoltre, acquista il suo quadro Portrait de Jean Carriès dans son atelier - oggi esposto al Petit Palais[23] nella sala dedicata allo scultore Jean-Joseph Carriès. Si trattò della prima opera di un'artista straniera acquistata dalla Città.
- 1905. La Kunsthalle di Basilea acquista L’Image dans la glace, portrait d’Annette Œsterling.
- 1906. Louise Breslau dipinge la grande tela La Vie pensive, che mostra ancora una volta la coppia che l'autrice forma con Madeleine Zillhardt. Acquistata dalla Svizzera su iniziativa del presidente della Confederazione (Eugène Ruffy), il quadro fa parte della collezione del Museo cantonale di belle arti di Losanna.[24] Inoltre realizza il ritratto della duchessa Élisabeth de Clermont-Tonnerre.

Negli anni che precedettero lo scoppio della guerra la fama di Louise Breslau raggiunse il culmine, e ogni sua mostra fu un vero successo (Guillaume Apollinaire in L'Intransigeant, n° 10825, 5 marzo 1910). Una rosa botanica le venne dedicata nel 1912 da Pernet-Ducher, con il nome di "Louise-Catherine Breslau".

### La prima guerra mondiale
Durante la prima guerra mondiale Louise Breslau e Madeleine Zillhardt rimasero nella loro casa della periferia parigina. La coppia si distinse per il suo impegno a sostenere coloro che partivano per il fronte. Louise Breslau dipinse numerosi ritratti di infermiere, di medici e di soldati francesi per offrirli alle loro famiglie prima della partenza per il fronte. Lo testimonia anche il ritratto dell'artista Adrien Karbowsky (1915), volontario di 50 anni, che si trova oggi nella collezione del Museo Carnavalet. di Parigi. Madeleine Zillhardt creò le famose ceramiche patriottiche, assai ricercate dopo il centenario della Grande guerra. Nel 1916 Louise Breslau eseguì Portrait de Guynemer au casque, per l'aviatore Georges Guynemer, morto in battaglia l'anno dopo, e che oggi figura nelle collezioni del British Museum a Londra.

### Il dopoguerra e il declino fisico
Terminato il conflitto mondiale la salute di Louise declinò rapidamente. Tuttavia ella partecipò al primo Salon del dopoguerra nel 1919, nonché alla retrospettiva che le fu dedicata dalla Galleria Brame nel 1921 e che fu un autentico successo. Nello stesso anno, lo Stato comprò un suo quadro: Chez soi o Intimité, che era il ritratto di sua sorella e di sua madre eseguito nel 1885. Oggi l'opera è esposta nel Museo di Rouen. Sempre del 1921 è il suo ritratto dello scrittore Anatole France al quale era stato appena conferito il Premio Nobel.
Nel marzo del 1925, l'"Union des Femmes françaises" invitò Louise ad occuparsi della difficoltà di essere una donna artista nella società: "Les difficultés de la carrière – La France protectrice des artistes. Sempre nel '25 ella tornò a Zurigo, in luglio, per partecipare alla XVI Mostra Nazionale di Belle Arti. Ma la sua malattia si aggravò e Louise decise di ritirarsi dalla vita pubblica, di dedicarsi alla pittura dei fiori del suo giardino e a ricevere gli amici. Due anni dopo, al termine di un lungo periodo di acutizzarsi del male, sopravvenne la fine. Louise Breslau morì all'età di 70 anni. Fu inumata a fianco di sua madre nel cimitero del villaggio di Baden, nel canton Argovia.
Madeleine Zillhardt divenne allora l'erede della maggior parte dei suoi beni. Sconvolta dalla morte della sua compagna, dedicò il resto dei suoi anni a perpetuare l'opera e il ricordo di Louise Catherine Breslau. Fece donazioni a diversi musei, fra cui 66 opere al Museo di belle arti di Digione, e alla Galleria nazionale dello Jeu de Paume. Donò il ritratto di Anatole France al Castello di Versailles.. Si deve dunque a Madeleine Zillhardt se l'opera di Louise Catherine Breslau è giunta sino ai nostri giorni

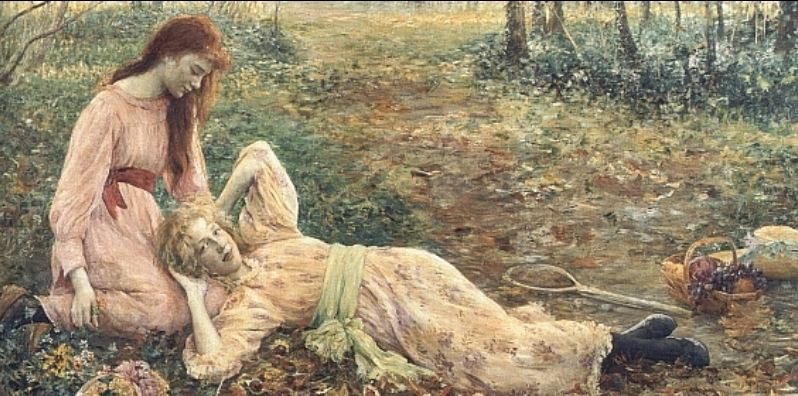
Ragazze, 1893 Carpentras, Museo Comtadin-Duplessis

## Omaggi
- Una rosa, creata nel 1912, le fu dedicata e porta il suo nome.[33]
- La casa galleggiante in cemento "Louise-Catherine" porta il suo nome grazie a Madeleine Zillhardt, che l'acquistò nel 1928 per metterla a disposizione dell'Esercito della Salvezza. In essa vennero accolti i senza tetto, con il sostegno di Winnaretta Singer, che aveva ereditato la Ditta Singer, e la ristrutturazione effettuata da Le Corbusier nel 1929. Gestita dall'Esercito della Salvezza sino al 1995, ormeggiata a Parigi, presso il Pont des Arts, poi il Pont d'Austerlitz, la chiatta è stata presa in carico nel 2006 dall'architetto Michel Cantal-Dupart, che ha fondato l'Associazione Louise-Catherine e la Fondazione Le Corbusier. Ma il 10 febbraio 2018 è affondata durante la secca della Senna a Parigi.[34] La casa galleggiante "Louise-Catherine" è rimasta comunque presso il Pont d'Austerlitz.
- La Città di Parigi ha nominato « Place Louise Catherine Breslau et Madeleine Zillhardt » una piazza del VI arrondissement.[35]

## Mostre e retrospettive

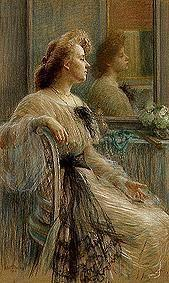
Signora allo specchio

- 1904: Galleria Georges Petit, Parigi. Mademoiselle Louise Breslau.
- 1921: Galleria Hector Brame, Parigi.
- 1926: Galleria Durand-Ruel, Parigi.
- 1928: École nationale supérieure des beaux-arts.
- 1929: Kunsthaus Zurich.[36]
- 1932: Galleria Charpentier, Parigi, (oggi Sotheby's France), Les femmes de l'Académie Julian.
- 1932: L'art de Versailles et les nouvelles acquisitions du musée. Castello di Versailles.
- 1939: Museo di belle arti di Nizza: Bastien Lepage 1848-1884, Louise Breslau 1854-1927, Marie Bashkirtseff 1860-1884.
- 1955: Donazioni e acquisizioni del "Cabinet des Dessins" del Louvre 1946-1954, Museo del Louvre.
- 1980-1981: Pastels et miniatures du XIXe siècle. Museo del Louvre.
- 1984: Nuove acquisizioni del Museo d'Orsay. Palais de Tokyo, a Parigi (esposizione del Ritratto di Madeleine Zillhardt).
- 1989: Les petites filles modernes. Museo d'Orsay, a Parigi.
- 2001-2002 : Louise Breslau. De l'impressionnisme aux années folles. Museo cantonale di belle arti di Losanna.[37]
- 2005-2006: Louise Breslau. Dans l'intimité du portrait. Museo delle belle arti di Digione.[38]
- 2008: Amazonas del arte nuevo, Fundaciòn MAPFRE, Instituto de Cultura, Madrid.[39]
- 2008: Le mystère et l'éclat. Pastels du musée d'Orsay, Parigi (Portrait de Mademoiselle Adeline Poznanska enfant[40], 1891)
- 2010: Femmes peintres et salons au temps de Proust.[41] Museo Marmottan Monet, Parigi
- 2012: Women Artists in the Belle-Epoque, Queensland Art Gallery, Brisbane, Australia.[42]
- 2012: ‘Modern Woman: Daughters and Lovers 1850 — 1918, Drawings from the Musée d’Orsay, Paris’, Queensland Art Gallery (QAG), Brisbane (Australia).[43]
- 2013: Le portrait dans la collection de pastels du musée d'Orsay. Museo d'Orsay. Parigi.
- 2016: Portraits de femmes. Festival Normandie impressionniste 2016:[44] Gamines, Chez Soi e L’artiste et son modèle al Museo di Vernon.
- 2017-2018: Her Paris, Women artists in the age of Impressionism, Museo d'arte di Denver.[45] La mostra ha presentato il quadro Les Amies (1881).
- 2017-2018: L'art du pastel. Petit Palais, Museo di belle arti della Città di Parigi. Le retour du marché, acquistato dalla Città di Parigi nel 1907.[46]
- 2017-2018: Women artists in Paris, 1850-1900, Denver Art Museum, 22.10.2017 - 14.01.2018
- 2018: Women artists in Paris, 1850-1900, Louisville, The Speed Art Museum, 17.02.2018 - 13.05.2018
- 2018: Women artists in Paris, 1850-1900, Williamstown, Clark Art Institute, 09.06.2018 - 03.09.2018. La mostra ha presentato una rara fotografia di Louise Breslau della fine degli anni 1870[47] e ha organizzato la conferenza Rivalry and Resolve: Marie Bashkirtseff and Louise Breslau in Late Nineteenth-Century Paris.[48]
- 2018: À la recherche du style - 1850 à 1900.[49] Museo nazionale svizzero di Zurigo (esposizione di Gamines).

## Opere nelle collezioni pubbliche
Elenco parziale.
Stati Uniti

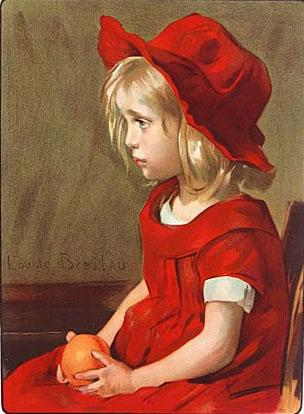
Bambina con l'arancia

- Washington, Smithsonian American Art Museum[50]
- San Francisco, Museo di belle arti[51]
- Dallas, Museo d'Arte[52]
- The Clark Art Institute[53]

Francia
- Grenoble, Museo di Grenoble.
- Nizza, Museo di belle arti[54]
- Parigi:
  - Museo del Louvre, Dipartimento di arti grafiche;
  - Museo d'Orsay;
  - Petit Palais, Museo di belle arti della Città di Parigi;
  - Museo Carnavalet.
- Rouen, Museo di belle arti.
- San Quintino (città natale di Madeleine Zillhardt: il Museo Antoine-Lécuyer espone Sous la lampe. Portrait de Madeleine Zillhardt[55]
- Strasburgo, Museo d'arte moderna e contemporanea.
- Troyes, Museo di belle arti.
- Versailles, castello di Versailles.
- Digione, Museo di belle arti.
- Carpentras, il Museo Comtadin-Duplessis ospita il celebre quadro Gamines (1890).

Regno Unito
- Londra, British Museum

Irlanda
- National Gallery of Ireland, Portrait de Bergliot Ibsen[56]

Svezia
- Stoccolma, Nationalmuseum[57]

Svizzera
- Berna, Museo di belle arti.
- Losanna, Museo cantonale di belle arti[58]
- Ginevra, Museo d'arte e storia[59]
- Basilea, Kunstmuseum[60]
- Lucerna, Kunstmuseum: Femme qui pleure(1905)[61]

## Galleria d'immagini
Soggetti femminili

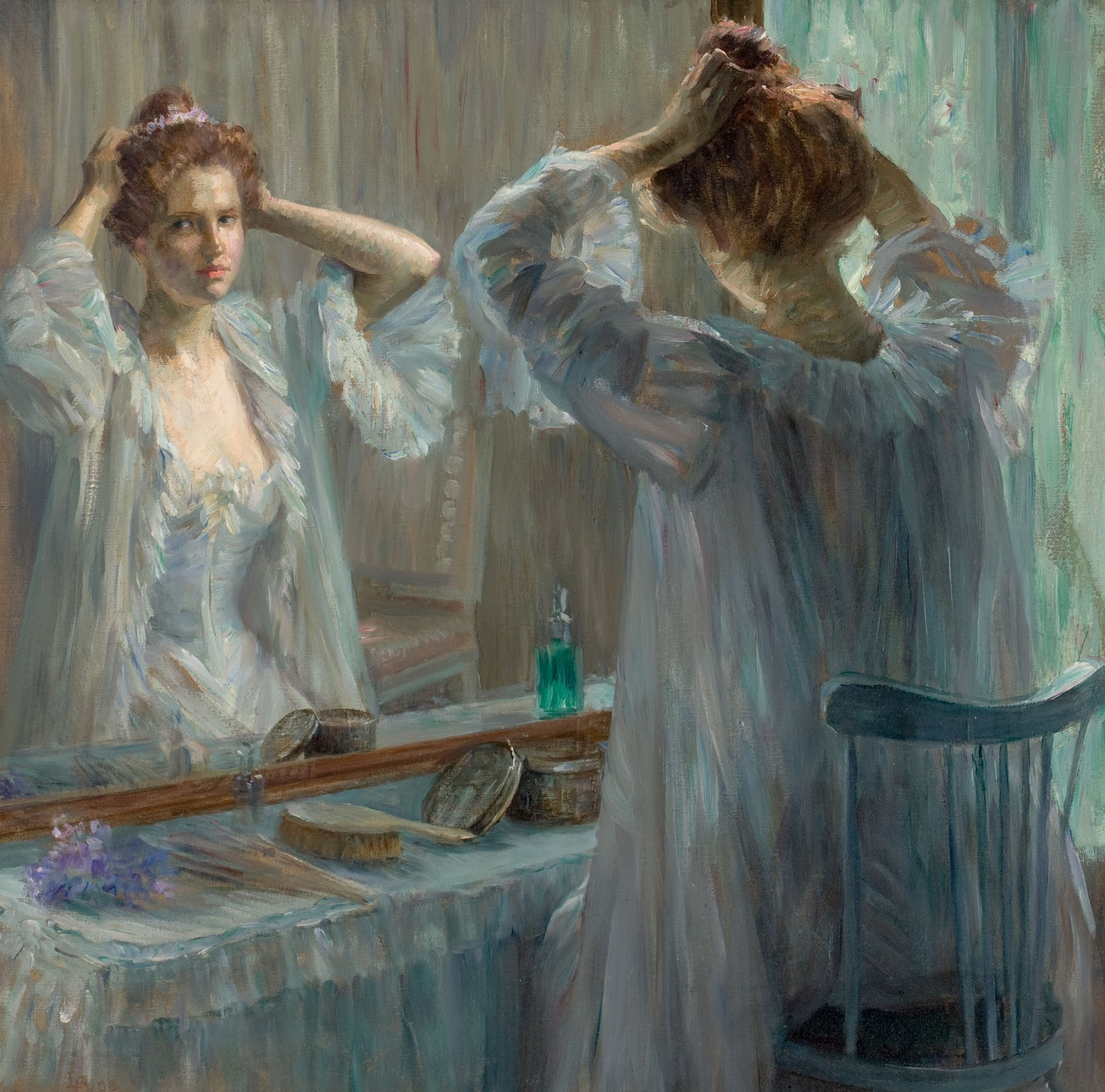
La Toilette, 1898 Ritratto di Madeleine Zillhardt
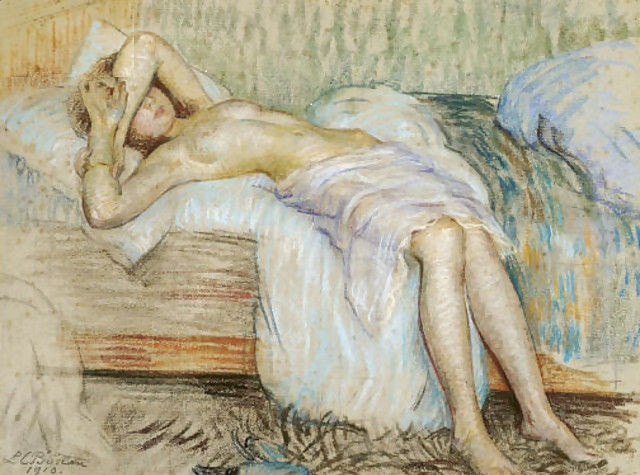
La pigrizia del mattino, 1910
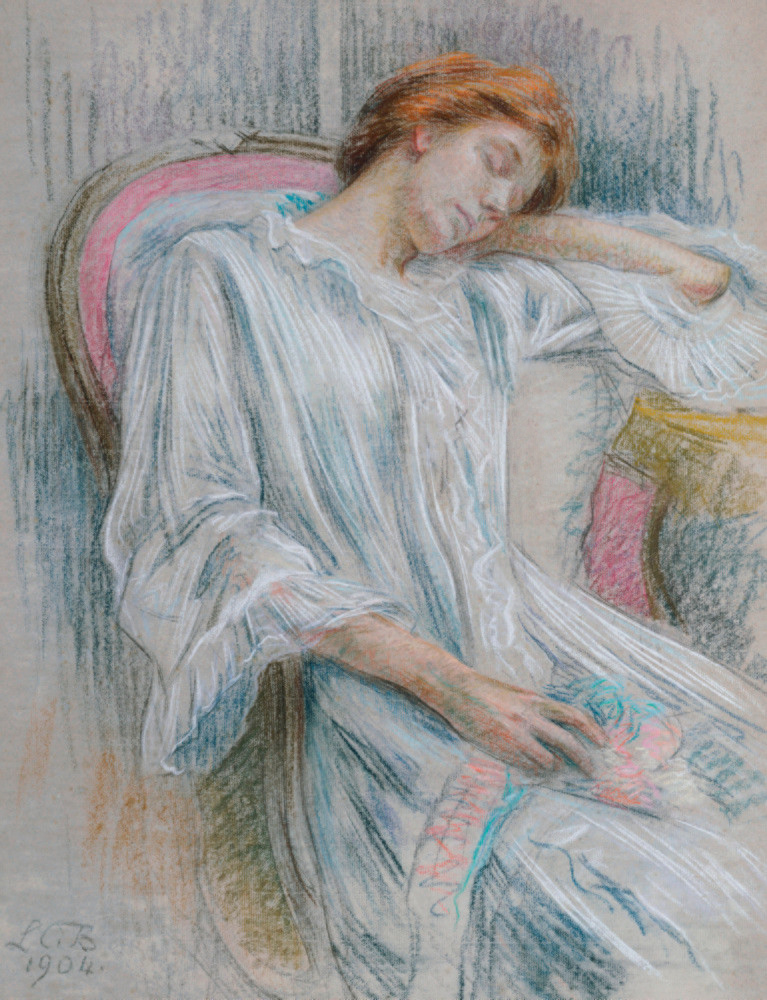
Giovane addormentata su una poltrona, 1904.
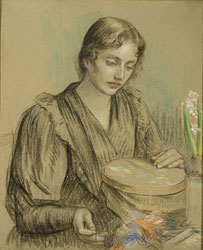
Ritratto di Madeleine Zillhardt Museo di belle arti di Digione
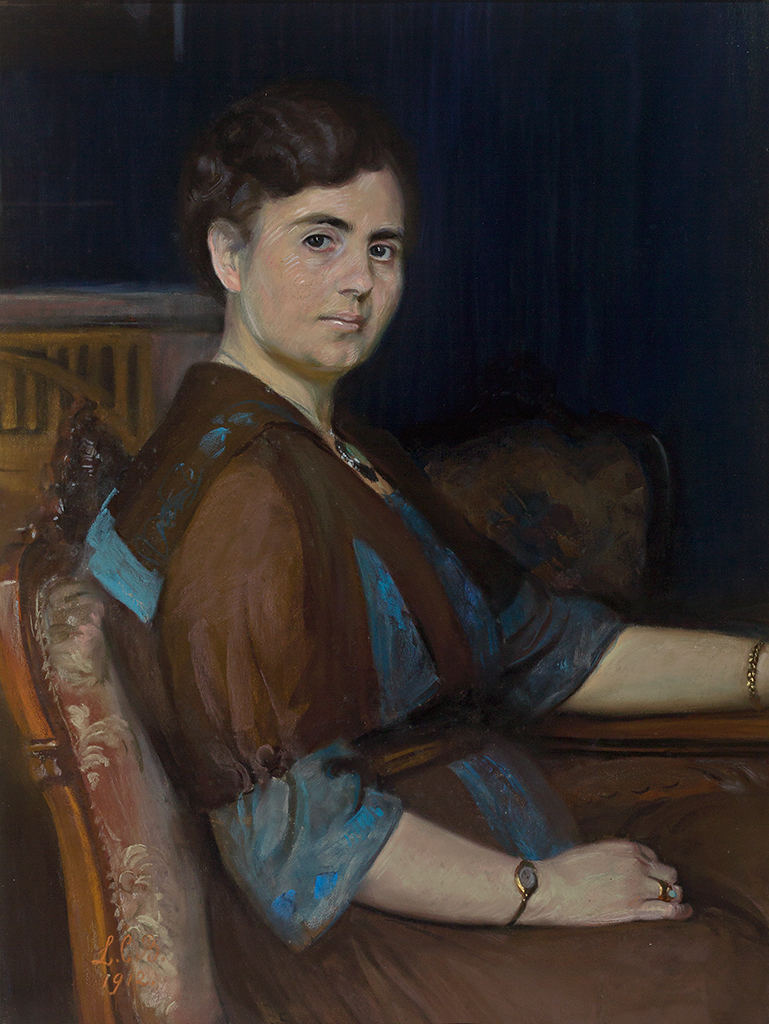
Ritratto di una donna seduta, 1912

Disegni

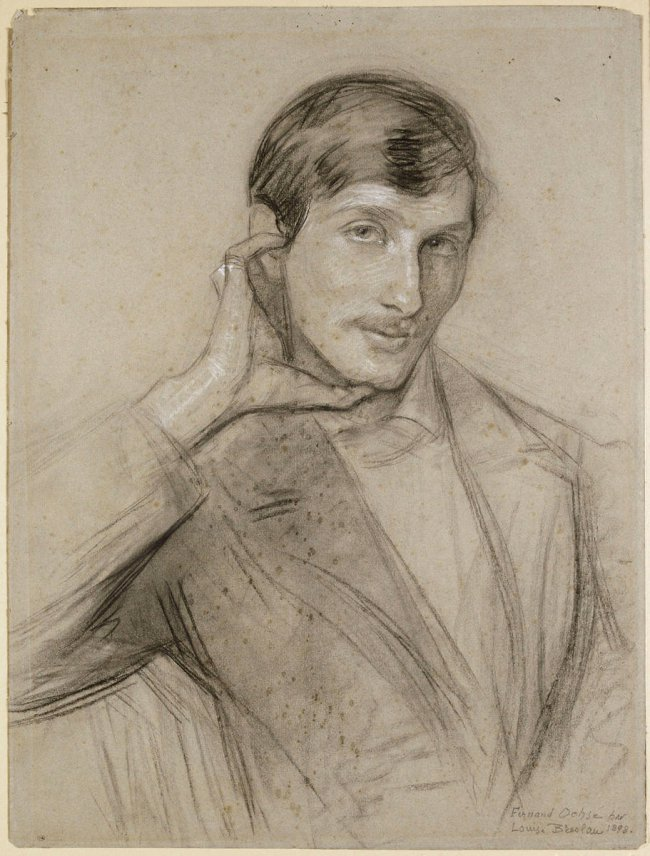
Fernand Ochsé, 1898
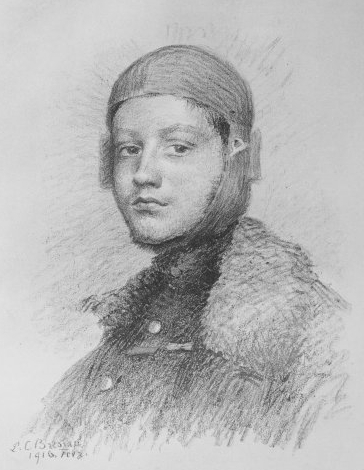
Georges Guynemer, 1916 British Museum
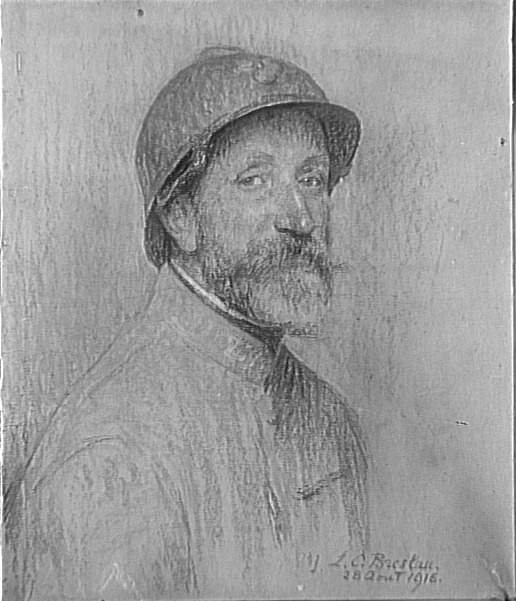
Adrien Karbowsky, 1915 Museo Carnavalet